# IFK Härnösand
IFK Härnösand var en fotbollsklubb från Härnösand som grundades 1942. Klubben spelade två säsonger i Sveriges näst högsta division i fotboll 1969 och 1970.  År 2007 slog sig klubben samman med Älandsbro AIK för att bilda den nya föreningen Härnösands FF.
Tidigare ägnade sig klubben även åt bandy, en sport i vilken man blev västernorrländsk distriktsmästare 1913.